# にいがたマンガ大賞
にいがたマンガ大賞（にいがたマンガたいしょう）は、新潟市で開催されているマンガコンテスト。主に、にいがたマンガ大賞実行委員会と新潟市の主催により開催されている。

## 概要
前身は1997年の第9回全国生涯学習フェスティバル内のイベント「マンガフェスティバル'97 in NIIGATA」で開催されたマンガコンテストで、これが好評であったために1998年から「にいがたマンガ大賞」として開催されるようになった。日本だけでなく世界でも珍しい自治体の主催によるマンガコンテストである。
プロ・アマチュアを問わず応募が可能。年齢に応じて「一般部門(ストーリーマンガの部)」「一般部門(コママンガの部)」「高校生部門」「中学生部門」「小学生部門」に分かれ、一般部門、高校生部門、中学生部門より『にいがたマンガ大賞』1点が、小学生部門より『こどもにいがたマンガ大賞』1点が選ばれる。このほか各部門にて最優秀作品賞等の各賞が選出される。また、小学生以下を対象とした「コミックイラスト部門（第5回より）」も設けられている。居住地による応募の制限は特に無く、近年では海外からの応募もある。

### 開催スケジュール
以下は例年のスケジュール。詳細については公式ホームページを参照のこと。
- 募集期間

9月1日 - 9月下旬頃
（第6回以前は10月1日 - 10月末日）
- 受賞結果発表　12月上旬に、ホームページ・新潟市の広報誌にて
- 表彰式　2月下旬
  - 『にいがたマンガ大賞フェスティバル』と併催

## 歴史
- 1997年 「新潟市マンガコンテスト」が開催される。
- 1998年 「第1回にいがたマンガ大賞」が開催される。「一般部門(ストーリーマンガの部)」「一般部門(コママンガの部)」「小学生部門」「テーマ部門(テーマ:日本酒)」の4部門で募集。これ以降、毎年開催。
- 1999年　第2回開催。「テーマ部門」を一般(テーマ:世紀末)、小学生(テーマ:テスト)に分けて募集、5部門となる。
- 2000年　第3回開催。「テーマ部門」を再び一本化(テーマ:にいがた)、またこの年より「中学・高校生部門」を新設、5部門で開催。
- 2001年　第4回開催。テーマは再び「にいがた」、新たに魔夜峰央が最終審査員として、講談社「週刊少年マガジン」副編集長が2次審査員として加わる。
- 2002年　第5回開催。大賞賞金が30万円となる。「テーマ部門」は廃止され新たに「コミックイラスト部門」を新設、5部門で開催。新たに角川書店アニメ・コミック事業部編集長、講談社「なかよし」編集が2次審査員として加わる。
- 2003年　第6回開催。新たに小学館「少女コミック」編集長が2次審査員として加わる。
- 2004年　第7回開催。新たに青林工藝舎「アックス」の編集長が2次審査員として加わる。

## 受賞作品および応募総数
| 開催回           | 応募総数 | 入賞数 | 入選数 | にいがたマンガ大賞               | こどもにいがたマンガ大賞     |
| ---------------- | -------- | ------ | ------ | -------------------------------- | ---------------------------- |
| 第1回 (1998年)   | 283      | 14     | 4      | 月の子                           | 毎日がハッピー               |
| 第2回 (1999年)   | 197      | 11     | 31     | 雪町                             | びのぼの森のビノハムちょこぴ |
| 第3回 (2000年)   | 263      | 13     | 74     | 四月の風                         | 銀の足跡                     |
| 第4回 (2001年)   | 260      | 15     | 85     | 於母影草紙 おもかげぞうし        | ドラゴンの世界               |
| 第5回 (2002年)   | 416      | 18     | 104    | 万代橋であいましょう。           | my まざぁ                    |
| 第6回 (2003年)   | 335      | 17     | 97     | 青春交差点                       | キヲクノカケラ               |
| 第7回 (2004年)   | 333      | 20     | 85     | BOY OF ISOLATED ISLAND Quilo     | 夏の思い出 〜永遠の君へ〜    |
| 第8回 (2005年)   | 312      | 19     | 84     | 葬列と苺の日                     | 僕達の夏休み                 |
| 第9回 (2006年)   | 288      | 19     | 81     | アオイトリ                       | ROBOT                        |
| 第10回 (2007年)  | 294      | 24     | 87     | 逃げる男と追う女                 | 鈴の音如き 漆黒の空          |
| 第11回 (2008年)  | 340      | 28     | 102    | 平成ゴッホ                       | パニックミラー               |
| 第12回 (2009年)  | 347      | 27     | 101    | ゴスロリさん                     | 3ポイント                    |
| 第13回 (2010年)  | 336      | 25     | 108    | NON STOP!                        | LITTLE Kiss                  |
| 第14回 (2011年)  | 345      | 28     | 94     | カツアゲ夫人                     | 永遠のきずな                 |
| 第15回 (2012年)  |          | 32     | 79     | バイタルサイン                   | スマイルダンス               |
| 第16回（2013年） |          |        |        | とわずがたり                     | 笑顔で楽しむが勝ち           |
| 第17回（2014年） |          |        |        | Colorful                         | JEWELRYS                     |
| 第18回（2015年） |          |        |        | ハイスピード・クラッシュ!!       | 病室のひまわり               |
| 第19回（2016年） | 260      |        |        | 終末日記                         | いつまでも                   |
| 第20回（2017年） |          |        |        | 美しい気まぐれ                   | 大切な人のために！           |
| 第21回（2018年） |          |        |        | リリィ                           | ミントの運命の恋             |
| 第22回（2019年） |          |        |        | その手に掴むもの                 | おねがい！ ほこりちゃん      |
| 第23回（2020年） |          |        |        | 猫のレストランとヴァイオリン弾き | ぼくらのAIかあさん           |
| 第24回（2021年） |          |        |        | たかねのあらた                   | 田中さんの日常               |
| 第25回（2022年） |          |        |        | レンアイコウカ                   | マジぬ剣                     |
| 第26回（2023年） | 223      |        |        | AM電波は希望をのせて。           | キュンタの海の魚つり         |
| 第27回（2024年） | 296      | 31     |        | まぶしさにキス                   | 雨のち虹の宇宙人             |
| 第28回（2025年） |          |        |        |                                  |                              |

## 審査員 (第15回開催)

### 最終審査員
- 魔夜峰央（漫画家、第4回 - 現職）
- 水島新司（漫画家、第1回 - 第11回）

### 2次審査員
- 竹内哲夫（株式会社桜雲社「まんが情報誌ぱふ」元編集長）
- 中里郁子（株式会社講談社「なかよし」編集部）
- 出口弘（東京工業大学大学院総合理工学研究科知能システム科学専攻 教授）
- 中村公彦（自主制作漫画誌即売会COMITIA実行委員会代表）
- 中田健一（株式会社小学館「Sho-Comi」副編集長）
- 林田慎一郎（株式会社講談社「月刊少年マガジン」編集長）
- 筆谷芳行（株式会社少年画報社 第一編集部部長兼「月刊ヤングキングアワーズ」編集長）
- Belne(天碕莞爾)（漫画家、京都精華大学准教授）
- 武本健太郎（株式会社メディアファクトリー「月刊コミックフラッパー」副編集長）
- 若林天馬（株式会社角川書店「月刊Asuka」副編集長）
- 土田雅之（にいがたマンガ大賞実行委員会会長）
- 坂田文彦（同副会長、漫画同人誌即売会ガタケット代表）
- 石川兼司（同副会長、マンガ家、JAM日本アニメ・マンガ専門学校マンガクリエイト科講師）

第15回からの新たな審査員
- 杉野庸介（株式会社一迅社 代表取締役社長 「コミックZERO-SUM」元編集長）
- 高島宏暢（株式会社アスキー・メディアワークス「月刊コミック電撃大王」副編集長）
- 福原健雄（株式会社徳間書店「月刊COMICリュウ」編集部）
- 渡邊真（株式会社集英社「ジャンプスクエア」副編集長）
- 堀井麻莉菜（株式会社スクウェア・エニックス「月刊少年ガンガン」編集部）
- 宍倉立哉（株式会社講談社「アフタヌーン」編集長）

### 1次審査員
- 鈴木いこ（漫画家）
- 高橋郁丸（漫画家）
- 温出真巳（漫画家）
- はかせ（漫画家、JAM日本アニメ・マンガ専門学校マンガクリエイト科講師）
- 陽華エミ（漫画家）
- 小川知一（JAM日本アニメ・マンガ専門学校マンガクリエイト科講師）
- 森田徹（JAM日本アニメ・マンガ専門学校マンガクリエイト科講師）
- 土田雅之（にいがたマンガ大賞実行委員会会長）
- 坂田文彦（同副会長、漫画同人誌即売会ガタケット代表）
- 石川兼司（同副会長、漫画家、JAM日本アニメ・マンガ専門学校マンガクリエイト科講師）

## にいがたマンガ大賞フェスティバル

### 第9回
2月24・25日に開催。会場　新潟市民芸術文化会館
両日開催
- 新潟出身漫画家による応援イラスト展（原画展示）

水島新司
魔夜峰央
belne
安田弘之
鬼魔あづさ
古泉智浩
山本航暉
小川栄司
花見沢Q太郎
夏海ケイ
鈴木有布子
- 少女コミック・月刊Asuka合同原画展

少女コミック
新條まゆ「愛を歌うより俺に溺れろ!」
陽華エミ「キラキラ☆ラブもBEAUTY」
小田切渚「君とセカンドラブ」
月刊Asuka
小田切ほたる「裏切りは僕の名前を知っている」
九条キヨ「トリニティ・ブラッド」
- 25日開催

表彰式
ゲスト
水島新司　陽華エミ　小田切渚
水島新司サイン会

## エピソード
- 「第2回にいがたマンガ大賞」の大賞に選ばれた高山裕樹が、2000年6月にプロデビューを果たした。
- 「第3回にいがたマンガ大賞」「第4回にいがたマンガ大賞」で2年連続、一般ストーリー最優秀作品賞・水島新司賞を受賞した鈴木有布子がプロデビューしている。